# Lac de Filleit
Le lac de Filleit, parfois écrit lac de Filheit, est un plan d'eau artificiel de 66 ha situé dans le département de l'Ariège en région Occitanie.

## Histoire
La création du barrage en enrochement de 157 m de long mis en service en 1996 sur le ruisseau de Filleit, affluent du ruisseau de Gabre, lui-même affluent de l'Arize, a généré un lac constituant une retenue d'eau de 4,95 millions de m3 principalement destinée à l'irrigation en aval.

## Géographie
Entre Le Mas-d'Azil et le lac de Mondely, le lac est situé sur les communes de Gabre et du Mas-d'Azil à 320 m d'altitude en crête dans le massif du Plantaurel.

## Activités

### Pêche
Le lac compte une riche diversité tant en poissons blancs (ablette, chevesne, gardon, rotengle), qu'en carnassiers (brochet, black-bass, perche, sandre) ainsi que des carpes communes et miroirs.
L'usage de barques est autorisé depuis 2008.

### Randonnée
Une boucle balisée permet de faire le tour du lac.
Le Chemin du piémont pyrénéen (GR 78) longe le lac sur sa rive nord.

### Interdiction
Contrairement au proche lac de Mondely quelques kilomètres à l'est, la baignade est ici interdite.

## Environnement
Le lac, ses rives et accès se trouvent dans la zone naturelle d'intérêt écologique, faunistique et floristique de type 1 intitulée Le Plantaurel : du Mas-d'Azil à l'Ariège d'une surface de 15 850 hectares qui correspond à la portion du chaînon du Plantaurel comprise entre les cluses de la vallée de l'Ariège et de la vallée de l'Arize.

## Galerie

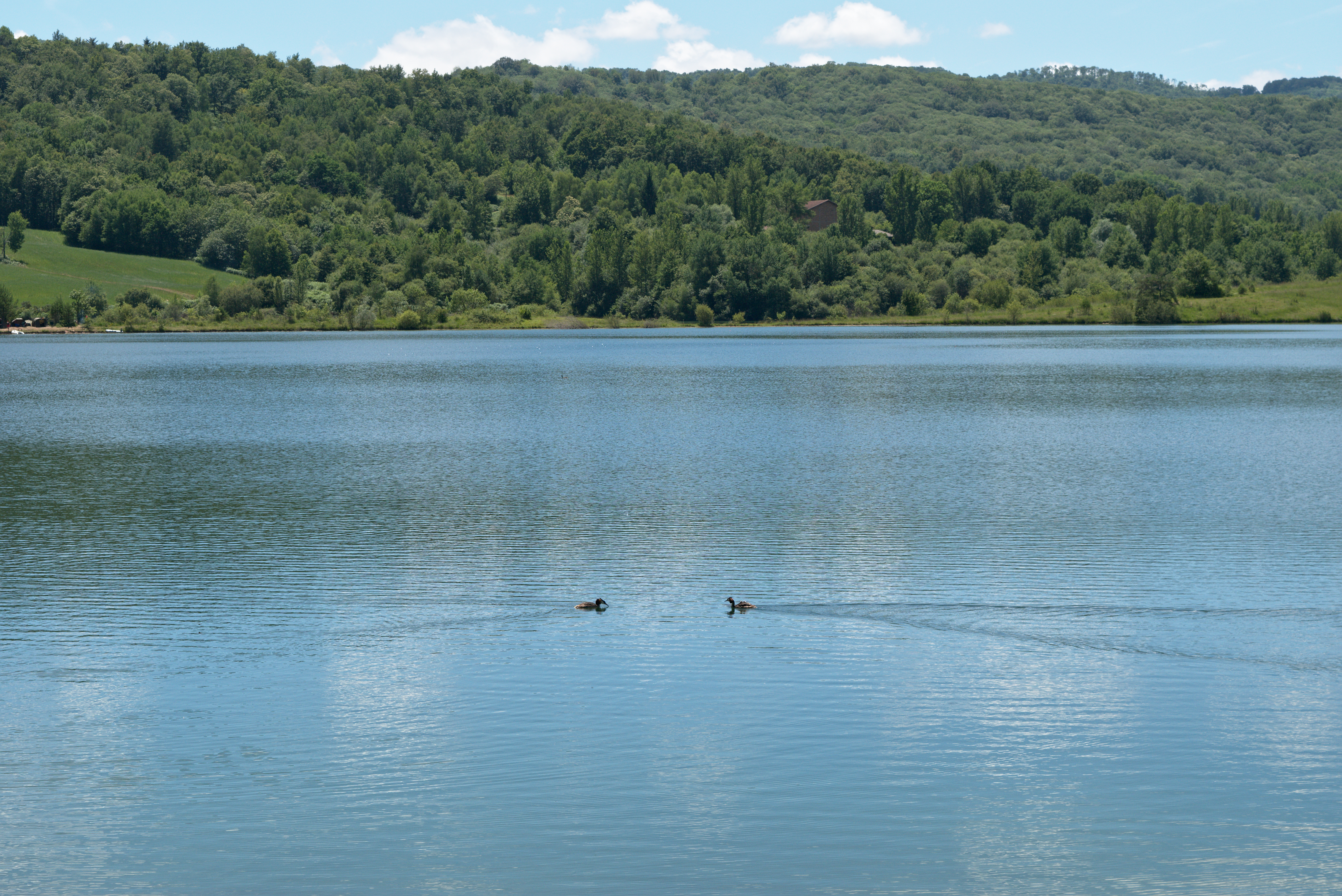
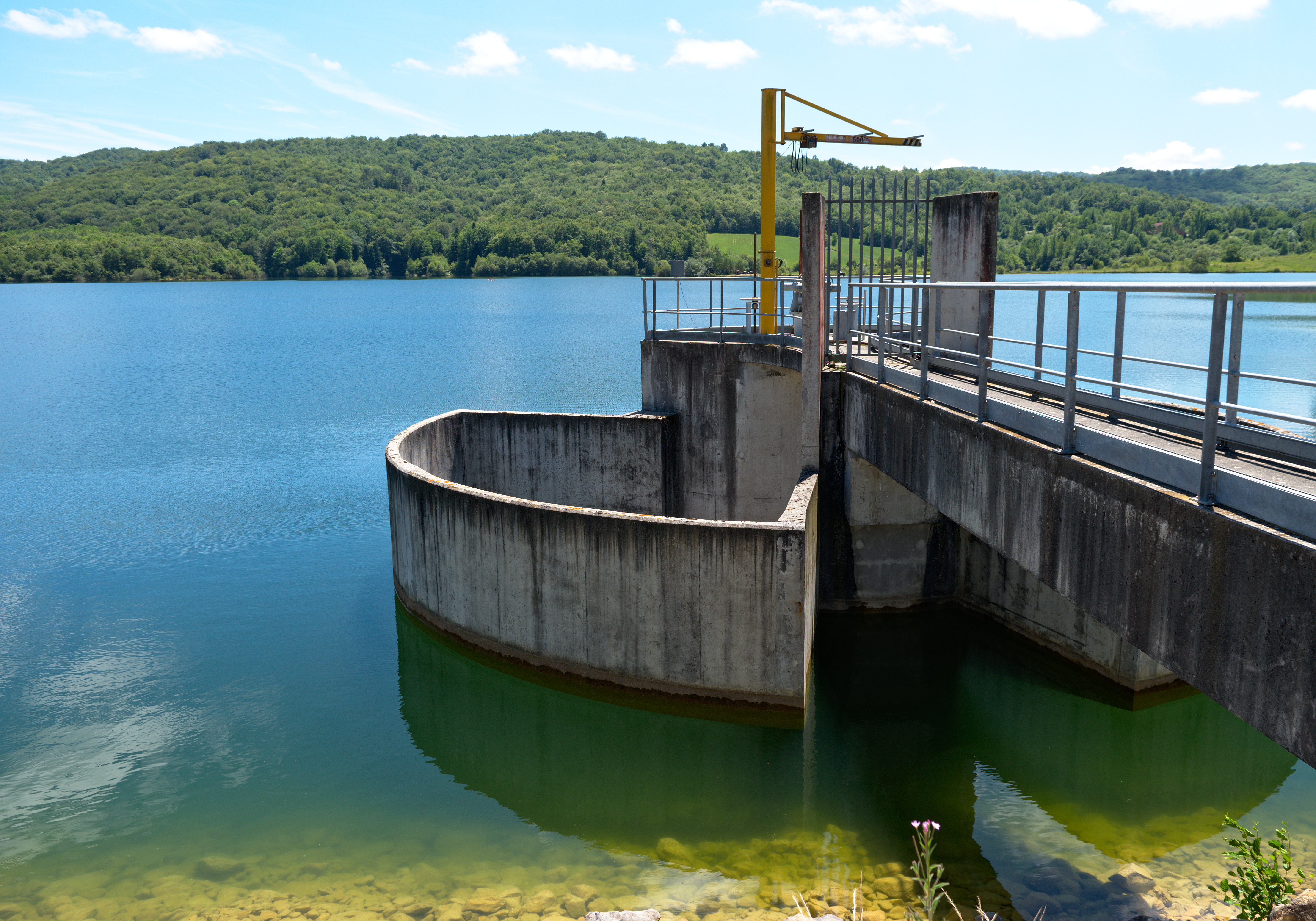
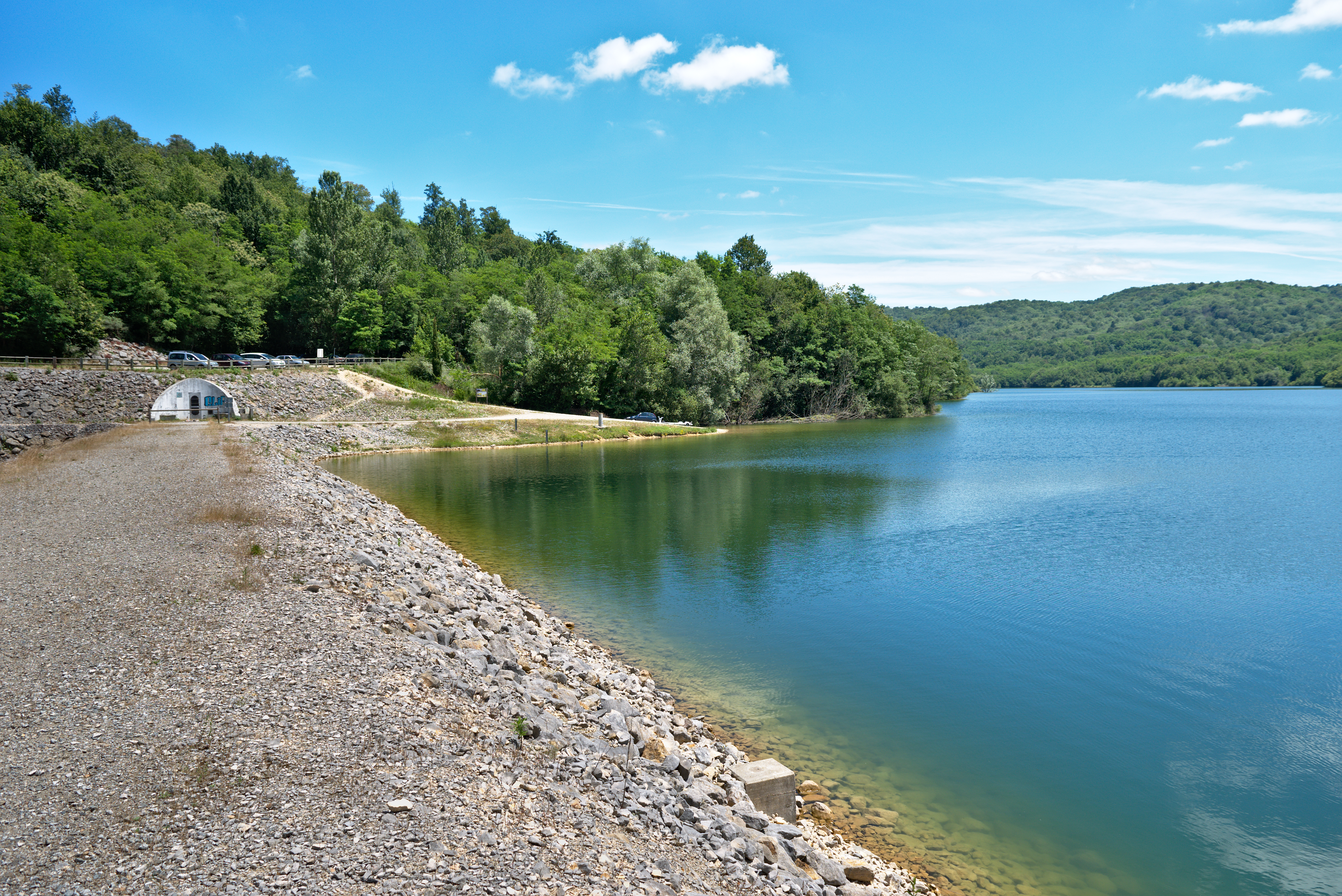
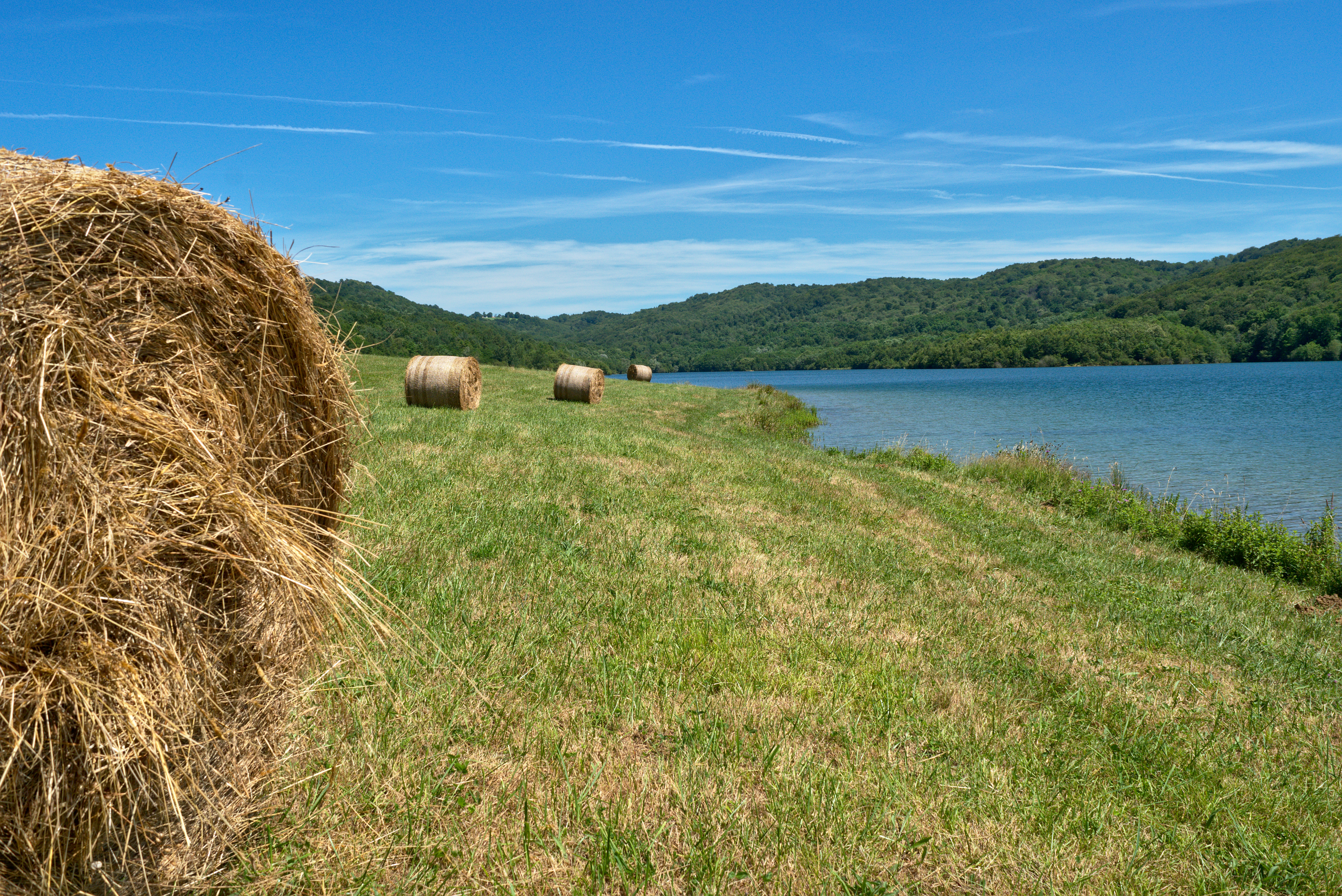